# Young Munster RFC
El Young Munster Rugby Football Club es un equipo de rugby de Irlanda con sede en la ciudad de Limerick en la provincia de Munster.
Participa en la All-Ireland League, el principal torneo de rugby de la Isla de Irlanda, el torneo que agrupa a equipos tanto de la República de Irlanda como los de Irlanda del Norte.

## Historia
Fue fundado en 1895, desde 1927 participa en la Munster Senior Cup, la cual ha obtenido 7 veces.
Desde el año 1990 compite en la All-Ireland League en la cual ha logrado un  campeonato en el año 1993.

## Palmarés
- All-Ireland League (1): 1992–93
- Copa de Irlanda (1): 1927-28
- Munster Senior Cup (10): 1927-28, 1929-30, 1937-38, 1979-80, 1983-84, 1989-90, 2009-10, 2020-21, 2021-22, 2022-23
- Munster Senior League (5): 1929-30, 1931-32, 1943-44, 1951-52, 1995-96